# Cecilie Nielsen
Cecilie Nielsen (født 12. februar 1987) er en dansk historiker, tv-tilrettelægger og tv-vært på DR, der bl.a. er kendt for en række historieserier på DR, sin deltagelse i Historiequizzen og som vært på podcasten Meget mere Matador, hvor hun sammen med forskellige gæster diskuterer afsnittene i Matador.

## Uddannelse og karriere
I et interview med DR har Nielsen udtalt, at hun altid har vidst, at hun ville læse historie. Allerede som barn var hun mere interesseret i at se programmer med Piet van Deurs, når hendes jævnaldrene var interesserede i boybands.
 Jeg har altid været frygtelig nørdet. Når alle de andre syntes, at et eller andet boyband var fantastisk, ville jeg egentlig bare helst se Piet van Deurs

 — Cecilie Nielsen
Nielsen gik på Københavns Universitet, hvor hun første læste en bachelor i historie fra 2006-2010, og herefter en kandidatgrad i samme fra 2010-2013. Hun blev imidlertid aldrig færdig med sit speciale. Hun startede på DR som praktikant og blev senere studentermedhjælper. Hun blev kaldt til casting på det, der senere blev til Historiequizzen, hvor casteren mente, at hun havde potentiale til mere, hvorefter hun i februar 2013 blev ansat på DR i selskabets historieafdeling, som tilrettelægger, udvikler og vært. Hun fik opgaven som tilrettelægger og vært på Huse der former os. Hun var med fra første sæson af Historiequizzen, der startede med historikeren Ulrik Langen som vært. Efter tre sæsoner skiftede programmet til Adrian Hughes, og Nielsen har sammen med Trine Halle (historiker, tidl. Museet for Søfart i Helsingør, nu Magasin du Nord Museum) og Kåre Johannessen (historiker, forfatter, tidl. museuminspektør på Middelaldercentret ved Nykøbing Falster, nu selvstændig historiker) er de eneste deltager, som har deltaget i alle sæsoner af quizzen. I de efterfølgende år producerede hun forskellige historie-serier til DR K.
I 2016 var hun både vært på serien 1.000 års tro, der omhandlede danskernes tro igennem de seneste 1000 år, og vikarierede som vært på DR1 programmet Guld i Købstæderne. Programmerne besøgte forskellige købstæder i Danmark, heriblandt Køge, Horsens, Nykøbing Falster, Ribe og Skive, hvor privatpersoner kunne komme på besøg med deres antikviteter og få dem vurderet af forskellige eksperter. Det er inspireret af det britiske program Antiques Roadshow med Fiona Bruce.
I juni samme år sendte DR K programmet Rejsen til Slagmarken, hvor Nielsen og Kåre Johannessen i to programmer kiggede på de mest berømte slag ved Vestfronten i 1. verdenskrig; Slaget ved Verdun og Slaget ved Somme i anledning af 100-års jubilæet for begge slag. De to værter besøgte slagmarkerne og fortalte om slagene med fokus på de danske sønderjyder deltagelse. Programmet var optaget i januar samme år. I 2019 udkom endnu to programmer i serien i en opdateret version. Denne gang uden Kåre Johannesen og med fokus på Anden Verdenskrig.
I 2017 stod hun blandt andet for serien Slavenation Danmark, som omhandlede Danmark og Dansk Vestindien mellem 1672 og 1917.
I 2017 og 2018 stod hun bag to sæsoner af podcasten Meget mere Matador, hvor hun sammen med forskellige gæster diskuterede de 24 episoder i tv-serien Matador. Podcasten blev meget populær, og de to første afsnit blev de mest downloadede podcasts i Danmark. I serien medvirker en lang rækker mennesker, der ligesom Nielsen selv er begejstrede for serien. Disse tæller bl.a. statsminister Lars Løkke Rasmussen, professor i filosofi Vincent F. Hendricks, komiker Nikolaj Stokholm og Anne Bakland. Podcasten udkom i december 2020 med fire særafsnit i anledning julen.
2016-2018 producerede hun programserien Ekspeditionen - På sporet af Vitus Bering. Den blev sendt i seks afsnit i foråret 2018, hvor Nielsen fulgte Vitus Bering 2. Kamtjatka-ekspedition.
Siden januar 2022 har hun lavet podcasten Dronningeriget sammen med Emma Paaske, hvor de i hvert program portrættere forskellige dronninger.
I begyndelsen af 2023 var hun vært på den historiske dokumentar Gåden om Odin, der blev sendt på DR. I programmet bliver baggrunden for figuren Odin undersøgt via historiske kilder og arkæologiske fund. Udgangspunktet var spørgsmålet om figuren på den store Jellingsten virkelig er Jesus.
Samme måned blev et arrangement på Moesgaard Museum meldt udsolgt, et arrangement der sætter udstillingen "Ud af kaos" i relation til programserien.
I maj blev hun udnævnt til DR's første historie- og kongehuskorrespondent.

## Privatliv
Nielsen er født i Sakskøbing.
Nielsen har danset fra hun var 2 år og til midten af 20'erne.
Hun bor på Amager med sin mand Claus. Sammen har parret en datter.

## Filmografi
- Historiequizzen (2013-2019)
- Huse der former os (2013)
- Opdagelsen af Jylland (2014)
- Jagten på den danske arbejder (2015)
- Rejsen til Slagmarken (2016)
- 1000 års tro (2016)
- Guld i Købstæderne (2016)
- Slavenation Danmark (2017)
- Ekspeditionen - På sporet af Vitus Bering (2018, 6 episoder)
- Rejsen til Slagmarken - 2. Verdenskrig (2018, 2 episoder)
- Max Schmidt - gal eller genial (2020, 1 episode)
- Gåden om Danmarks første konge (2021, 5 episoder)
- Gåden om Odin (2023, 6 episoder)
- Gåden om Thyra (2023, 2 episoder)[22]